# GU Большого Пса
GU Большого Пса (лат. GU Canis Majoris), HD 52721 — двойная звезда в созвездии Большого Пса на расстоянии (вычисленном из значения параллакса) приблизительно 1450 световых лет (около 444 парсеков) от Солнца. Видимая звёздная величина звезды — от +6,75m до +6,48m.

## Характеристики
Первый компонент — бело-голубая эруптивная орионова переменная Be-звезда (INA) спектрального класса B2Vne или B2Vn.